# Більська волость
Більська волость — адміністративно-територіальна одиниця Зіньківського повіту Полтавської губернії з центром у містечку Більськ.
Станом на 1885 рік — складалася з 31 поселень, 6 сільських громад. Населення 6768 — осіб (3183 осіб чоловічої статі та 3585 — жіночої), 1340 дворових господарств.
Старшинами волості були:
- 1900 року Бородай[2];
- 1904 року Верблюд[3];
- 1913—1915 роках Сергій Васильович Давиденко[4],[5].